# Anette Rückes
Anette Rückes (n. 19 decembrie 1951, Marienberg, Renania-Palatinat, Germania) este o atletă ce a reprezentat Germania de Vest, medaliată olimpică. A participat la o ediție a Jocurilor Olimpice (1972) în care a câștigat o medalie de bronz la 4x400 m.

## Palmares
| An   | Competiție                   | Locație                   | Loc | Eveniment | Note    |
| ---- | ---------------------------- | ------------------------- | --- | --------- | ------- |
| 1971 | Campionatul European în sală | Sofia, Bulgaria           | 2   | 4x400 m   | 3:39,6  |
| 1971 | Campionatul European         | Helsinki, Finlanda        | 14  | 400 m     | 54,36   |
| 1971 | Campionatul European         | Helsinki, Finlanda        | 2   | 4x400 m   | 3:33,04 |
| 1972 | Jocurile Olimpice            | München, Germania de Vest | 22  | 400 m     | 53,22   |
| 1972 | Jocurile Olimpice            | München, Germania de Vest | 3   | 4x400 m   | 3:26,51 |